# TYSニュース6
『TYSニュース6』（ティーワイエス ニュースシックス）は、テレビ山口で放送されていたローカルニュース番組。1975年3月から10年半にわたって放送された『TYS夕やけニュース（ショー）』の後継番組として、1985年10月5日にスタートし、1992年秋まで続いた。
スタート時は18:00から18:30までの放送だったが、1990年4月2日に『JNNニュースの森』がスタートしたことに伴い、18:30から19:00に放送時間が変更された。また、時期不明だが、土曜日にも放送していた。番組の終了後、TYSの夕方のニュースは『TYSナウ』へと引き継がれた。
1988年4月からは、大谷重治が天気予報のキャスターを担当し、親しみやすい語り口で人気で10年以上もTYSの天気予報を担当していた。

## 歴代キャスター
- 小林真人
- 山中清治
- 久村和子
- 金山勉
- 横溝洋一郎
- 杉山裕子
- 藤永朋子
- 西村典恵

| テレビ山口 平日の夕方のローカルニュース     | テレビ山口 平日の夕方のローカルニュース | テレビ山口 平日の夕方のローカルニュース |
| 前番組                                      | 番組名                                  | 次番組                                  |
| ------------------------------------------- | --------------------------------------- | --------------------------------------- |
| TYS夕やけニュースショー ↓ TYS夕やけニュース | TYSニュース6 （1985年10月 - 1992年9月） | TYSナウ                                 |